# Al-Chanka
Al-Chanka (arabisch الخانكة) ist ein ägyptisches Verwaltungszentrum. Es befindet sich im Gouvernement al-Qalyubiyya in der Metropolregion Kairo in Ägypten. Die Verwaltungsbasis des Zentrums ist die Stadt Chanka, zu der auch die Stadt al-Chusus gehört. Die Stadt hatte 2006 69.791 Einwohner.

## Geografie
Die Stadt liegt im Süden des Gouvernements, im südlichen Teil des Nildeltas, nördlich von Kairo Und etwa 30 Kilometer südöstlich von Banha, der Gouvernementhauptstadt. Die Höhe über dem Meeresspiegel beträgt 10 Meter.

## Geschichte
Al-Chanka ist eine der ältesten ägyptischen Städte und hat eine lange Geschichte. Der Name al-Chankah wird einem Khanqa zugeschrieben, der von an-Nāsir Muhammad ibn Qalāwūn an der Stelle der heutigen Stadt errichtet wurde. Im Jahr 1325 wurde es Syriac Khanqah genannt. Das bedeutet in der persischen Sprache Ort der Anbetung.

## Distrikte
Die Stadt ist in folgende sechs Distrikte eingeteilt:
- Abu Zaabal
- al-Manila
- Siriaqus
- al-Chusus
- al-Qaldsch
- al-Dschabal al-Safar